# Ria Picco-Rückert
Ria Picco-Rückert (* 20. Dezember 1900 als Margarete Maria Rückert in Nürnberg; † 30. Dezember 1966 in Nürnberg) war eine deutsche Malerin, die sich auf Motive aus Industrie und Technik spezialisiert hatte.

## Leben
Rückert war die Tochter des Nürnberger Architekten Peter Rückert und seiner Frau Friede, geb. Fraas. Sie war die jüngste von fünf Töchtern. Rückert studierte ab 1917 an der Kunstgewerbeschule Nürnberg bei Hermann Gradl, Max Körner, Else Jaskolla und Karl Selzer (1872–1939), ab 1924 an den Akademien Stuttgart und Wien bei Christian Speyer und Ludwig Habich; in Wien besuchte sie auch ein Jahr lang die Bildhauerklasse bei Hans Bitterlich. Zuletzt studierte sie an der Kunsthochschule Weimar bei Alexander Olbricht, wo sie 1926 ihr Examen für das künstlerische Lehramt an höheren Schulen ablegte. Seit der Zeit ihres Studiums trug sie ihren verkürzten Vornamen Ria. 1933 heiratete sie den Fechtmeister Alexandro Picco (1901–1954), den sie in Nürnberg kennengelernt hatte. Ab 1934 nannte sie sich Picco-Rückert. Nach ihrer zweiten Eheschließung mit dem Lehrer Josef Kolle 1959 hieß sie Kolle-Rückert.
Nach Studienreisen 1927 nach Italien und Ungarn sowie nach Kiel und ins Ruhrgebiet kehrte Picco-Rückert nach Nürnberg zurück. Ihre Tätigkeit als Lehrerin gab sie 1930 auf und arbeitete bis an ihr Lebensende als freischaffende Künstlerin, meist als Auftragsmalerin.  Ab Ende der 1920er Jahre befasste sie sich schwerpunktmäßig mit Industriemotiven wie Stahl- und Kohlebergwerken, Hochöfen, Werften und Maschinenbauten, die sie in Zeichnungen, Aquarellen und Ölgemälden festhielt. Durch die Heirat mit ihrem italienischen Mann erhielt sie dessen Staatsbürgerschaft, weswegen sie nach 1933 zunächst nicht Mitglied in der Reichskammer der bildenden Künste wurde. Erst 1939 wurde sie dort Mitglied, trat aber weiterhin nicht der NSDAP bei.
Picco-Rückert stellte zwischen 1924 und 1964 fast ununterbrochen an diversen Orten aus. Auch nach ihrem Tod wurden ihre Werke vereinzelt gezeigt, meist im Rahmen von Schauen über die Schwerindustrie. Auf der Ausstellung „Kunst im 3. Reich. Dokumente der Unterwerfung“, der ersten Ausstellung von sogenannter NS-Kunst in der Bundesrepublik 1974 im Frankfurter Kunstverein, hing ihr Werk Vereinte Kraft (1944), das heute bei den Bayerischen Staatsgemäldesammlungen verwahrt wird.

## Werke
Zunächst schuf Picco-Rückert auch Porträts und Wandmalereien. Zwischen 1927 und 1930 gab sie Zeichenkurse an der Nürnberger Volkshochschule, erhielt zu dieser Zeit aber bereits erste Aufträge. Ab Ende der 1920er Jahre schuf sie Ölgemälde von z. B. von der Gutehoffnungshütte, deren Abbildungen Paul Reusch beauftragte, oder der Maximilianshütte. Bereits 1927 fand ihre erste Einzelausstellung statt: In Nürnberg waren in der Norishalle 60 Werke von ihr zu sehen, darunter Landschaften, Stillleben, Aktstudien sowie zwei Plastiken. 1928 schuf sie gemeinsam mit anderen Künstlern Wandbilder für die Frauenklinik in Nürnberg. 1929 zeigte sie erstmals Industriemotive in einer Ausstellung Nürnberger Künstler in Budapest. Ab 1931 war sie Mitarbeiterin der Vereinigten Stahlwerke AG in Düsseldorf und malte vor allem Werke und Anlagen in Duisburg und Umgebung wie die August-Thyssen-Hütte oder die Zeche Oberhausen. 1932 durfte sie als erste Ausländerin die Entwässerungsarbeiten in den Pontinischen Sümpfen bei Rom malen.
1938 schuf Picco-Rückert für die Oberpostdirektion Nürnberg ein Fresko für einen Sitzungssaal. In Nürnberg malte sie unter anderem Ansichten der MAN-Werke, des Bahnhofs und des Gaswerks. Zwischen 1936 und 1941 schuf sie mehrere Werke zur neuen Reichsautobahn und zeigte sie zum Beispiel 1936 auf der Ausstellung „Die Straßen Adolf Hitlers in der Kunst“. 1940 war sie im Auftrag einer Kölner Baufirma an der Mosel unterwegs und hielt verschiedene Streckenabschnitte der Reichsbahn fest. 1941 erhielt sie in Nürnberg ihre bis dahin größte Einzelausstellung: Die Fränkische Galerie am Marientor zeigte 89 ihrer Werke. Ihr Stil orientierte sich an traditioneller, impressionistisch gefärbter und atmosphärischer Wiedergabe ähnlich wie Adolph von Menzels Eisenwalzwerk (1872–1875).
Zwischen 1938 und 1941 malte sie großformatige Ansichten der sogenannten Hermann-Göring-Werke in Salzgitter, von denen mehrere auf den Großen Deutschen Kunstausstellungen ausgestellt wurden. Dort zeigte sie zwischen 1941 und 1944 insgesamt 20 Werke. Mit Preisen bis zu 8.000 RM gehörte sie zu den finanziell erfolgreichsten Künstlerinnen der Ausstellung. Käufer ihrer Werke waren unter anderem Albert Speer, Joseph Goebbels, Hermann Göring und Benito Mussolini. Auch die Stadt Nürnberg kaufte Werke von ihr an. Auch durch die Prominenz ihrer Kunden konnte sie ihre Einkünfte beträchtlich steigern. Auf dem Höhepunkt ihres Schaffens zwischen 1937 und 1944 erzielte sie ein Jahresgehalt von 90.000 RM, was 2022 ungefähr 315.000 Euro entspräche.
Zwischen 1942 und 1944 hielt sich Picco-Rückert in Oberschlesien auf, um diverse Industriestätten zu malen, darunter die Anlagen der Oberschlesische Hydrierwerke AG in Blechhammer und das Hydrierwerk Heydebreck der IG Farben in Heydebreck O.S. Es entstand unter anderem das Kunstwerk Oberschlesien. Hydrierwerke im Aufbau. Destillation von 1942, auf dem im Vordergrund Arbeiter zu sehen sind. Drei der dort entstandenen Werke wurden 1956 auf der Ausstellung „Industrie und Kunst“ in der Forchheimer Kaiserpfalz unbeanstandet ausgestellt.
Bereits 1947 stellte Picco-Rückert in Bochum wieder aus. Zwischen 1946 und 1955 malte sie im Auftrag von RWE und Krupp vor allem Zechen im Ruhrgebiet, Anfang der 1960er Jahre kamen zu ihren Industriemotiven vermehrt Landschaftsbilder, z. B. aus dem Schwarzwald oder Italien. Eine Stilentwicklung ist nicht zu erkennen, so dass ihre Karriere durch den veränderten Publikumsgeschmack zum Erliegen kam.